# Kraina Lovecrafta (powieść)
Kraina Lovecrafta (ang. Lovecraft Country) – amerykańska powieść dark fantasy napisana przez Matta Ruffa. Łączy motywy twórczości H.P. Lovecrafta z tematyką rasizmu w USA w latach 50. XX wieku. Jej głównym bohaterem jest były żołnierz i fan fantastyki naukowej, Atticus Turner, który wraz z rodziną doświadcza złego traktowania. Powieść ukazała się w 2016, nakładem HarperCollins. W Polsce książka ukazała się w 2020 w tłumaczeniu Marcina Mortki nakładem wydawnictwa W.A.B. Została zaadaptowana na serial o tym samym tytule.